# 월요드라마
월요 드라마란, 월요일에 방영되는 드라마를 말한다. 보통 월화 드라마를 월요일 방영분을 따로 나눈 게 월요드라마다. 현재는 희귀한 드라마 방송 시간대다.
| 월요일        | 화요일        | 수요일        | 목요일        | 금요일        | 토요일        | 일요일        | 월요일~금요일 | 토요일~일요일 | 일요아침 |
| 월요일~화요일 | 월요일~화요일 | 수요일~목요일 | 수요일~목요일 | 금요일~토요일 | 금요일~토요일 | 토요일~일요일 | 월요일~금요일 | 토요일~일요일 | 일요아침 |

## 대한민국
- KBS 1TV 월요 드라마
- KBS 2TV 월요 드라마
- MBC 월요 드라마
- SBS 월요 드라마
- tvN 월요 드라마

## 일본
- 후지 TV 월요일 밤 9시 드라마
- 간사이 TV 월요일 밤 10시 드라마